# Bürgermorde von Altötting
Mit dem Begriff Bürgermorde von Altötting bezeichnete der Historiker Ulrich Völklein ein Endphaseverbrechen an Altöttinger Bürgern kurz vor Ende des Zweiten Weltkriegs, bei denen Adam Wehnert, Josef Bruckmayer, Hans Riehl, Monsignore Adalbert Vogl und Martin Seidel am 28. April 1945 durch ein SS-Kommando standrechtlich erschossen wurden, während Landrat Josef Kehrer und Bürgermeister Karl Lex nach offizieller Darstellung durch Suizid starben. Sie hatten versucht, ihre Heimatstadt von der NS-Herrschaft zu befreien, um damit eine Zerstörung durch die heranrückenden US-Truppen zu verhindern. Am 1. Mai 1945 wurde schließlich auch noch der Elektromonteur Max Storfinger erschossen.

## Ereignisse am 28. April 1945

### Situation in Altötting
Ende April 1945 stand der Zusammenbruch der NS-Herrschaft unmittelbar bevor. Der Altöttinger Landrat Josef Kehrer hatte, soweit bekannt, Kenntnis von den Bestrebungen des befreundeten Hauptmanns Rupprecht Gerngross und dessen Freiheitsaktion Bayern, die er aber allenfalls andeutungsweise Gesprächsteilnehmern bekannt gab. Am 28. April 1945 besetzte Hauptmann Gerngross um 5 Uhr in der Früh die Sender Freimann und Ismaning und ließ über die Sender ausstrahlen, die Freiheitsaktion Bayern (FAB) habe die Regierungsgewalt übernommen; zur Befreiung des bayerischen Heimatbodens sollten sich alle zusammenschließen. Landrat Kehrer dürfte die Nachricht erwartet haben und begab sich um 6 Uhr in das Landratsamt, wo er bis etwa 8 Uhr einen Kreis vertrauenswürdiger Bürger um sich versammelte. Ziel war es, den Wallfahrts- und Lazarettort Altötting möglichst kampflos und unbeschädigt den herannahenden US-Truppen zu übergeben.

### Befreiungsversuch
Landrat Kehrer ließ sechs ihm gefährlich erscheinende nationalsozialistische Funktionäre festnehmen, darunter den Regierungsinspektor Karl Schuster, Führer eines SA-Sturms, den Ortsgruppenleiter Karl Stubenhofer, den Organisationsleiter der NSDAP Franz Obermaier (Teilnehmer des Hitlerputsches von 1923) und den 2. Bürgermeister von Neuötting Heinrich Hilleprandt, Blutordensträger und „Alten Kämpfer“. Der Bürgermeister Karl Lex nahm sich bei seiner Festnahme das Leben.
Die Nachricht von der Verhaftung der Parteifunktionäre erreichte in einem Lazarett in Neuötting auch Offiziere, die unter der Führung des Obersten und SA-Standartenführers Karl Kaehne eine Offiziersstreife bildeten und zunächst zum Rathaus, dann zum Landratsamt zogen. Angeblich hat sich Regierungsrat Kehrer beim Auftauchen der Offiziersstreife in seinem Dienstzimmer im Landratsamt selbst in den Kopf geschossen; er starb zwei Tage später am 30. April 1945. Der Chefarzt des Krankenhauses, in das Kehrer eingeliefert wurde, bezweifelte allerdings diese Darstellung der Offiziere, da er an der Einschussstelle keine Schmauchspuren habe feststellen können. Der Münchner Gerichtsmediziner Laves vertrat in einem Gutachten zwei Jahre später die Meinung, nach dem Schusskanal müsse es sich um eine Armeepistole PKK 7,65 mm gehandelt haben, die Kehrer nicht besaß; weitere neun Monate später hielt er jedoch auch einen Schuss einer tschechischen Pistole mit etwas kleinerem Kaliber (6,35 mm) für möglich – eine solche hatte Kehrer besessen.
Etwa zeitgleich um 11 Uhr ließ Gauleiter Paul Giesler über den Rundfunk die Nachricht verbreiten, die Freiheitsaktion Bayern sei niedergeschlagen. Mangels ausreichender Bewaffnung hatte die Gruppe um Landrat Kehrer den bewaffneten Militärs nichts entgegenzusetzen. Die Offiziersstreife befreite die sechs gefangenen NS-Funktionäre kurz nach 11 Uhr. Unter Führung des Organisationsleiters Obermaier und mit Hilfe des ebenfalls freigekommenen SA-Sturmführers Schuster und des Ortsgruppenleiters Stubenhofer wurde eine Liste erstellt, die alle Personen enthielt, die an diesem Vormittag das Landratsamt betreten hatten – jedenfalls soweit sie von den Parteifunktionären von der Arrestzelle aus beobachtet wurden. Kreisleiter Fritz Schwaegerl ordnete noch von Mühldorf aus telefonisch die Verhaftung von neun auf der Liste stehenden Altöttinger Bürgern an: des Mühlenbesitzers Josef Bruckmayer, des Verwaltungsinspektors Martin Seidel, des Lagerhausverwalters Hans Riehl, des Administrators der Heiligen Kapelle Stiftsdechant Monsignore Adalbert Vogl, des Buchhändlers Adam Wehnert, des Altbürgermeisters Gabriel Mayer, des Schriftstellers Heinrich Haug, des Regierungsrats Scheupl und des Verlagsinhabers Hans Geiselberger. Nachdem Kreisleiter Schwaegerl in Altötting eingetroffen war, erweiterte er die Liste noch um Rechtsanwalt Gmach und Baumeister Irpertinger. Nur die ersten fünf auf der Liste konnten bis 14 Uhr verhaftet werden, die anderen wurden zu Hause nicht angetroffen. Ob sie gewarnt worden waren und sich unter Ausnützung ihrer Ortskenntnisse der Festnahme entziehen konnten oder zufällig Geschäften außer Haus nachgegangen sind, ist nicht bekannt.

### Bürgermorde
Neben dem Kreisleiter war inzwischen auch eine Gruppe SS-Leute von etwa 60 Mann aus der Kampfgruppe Trummler eingetroffen. Der Kreisleiter veranstaltete eine Art Standgericht, das die fünf Inhaftierten zum Tod verurteilte. Martin Seidel, Josef Bruckmayer, Adam Wehnert, Adalbert Vogl  und Hans Riehl wurden von den SS-Leuten um etwa 15:30 Uhr im Hof des damaligen Landratsamtes erschossen. Kreisleiter und SS rückten dann wieder ab, offenbar ohne nach den noch auf der Proskriptionsliste stehenden Altöttingern zu fahnden. Auch die örtlichen Gewalthaber kümmerten sich anscheinend nicht mehr darum.

## Ereignisse am 1. Mai 1945
Am 1. Mai waren die US-Truppen bis zum Nordufer des Inn vorgerückt (tatsächlich hatten sie ihn bei Niedergottsau nahe Haiming bereits überquert) und forderten über Lautsprecher die Kapitulation von Alt- und Neuötting. Als Zeichen der Übergabe sollten in der Nacht alle Lichter eingeschaltet werden. Die Bürger kamen dieser Aufforderung nach, ein fanatischer Luftwaffenleutnant namens Merkel hielt jedoch mit drei Mann das örtliche Elektrizitätswerk besetzt. Als Arbeiter und Anwohner des Werks vor den Toren forderten, die Stromversorgung aufrechtzuerhalten, ließ Merkel wahllos aus den Demonstranten den Elektromonteur Max Storfinger herausgreifen und sofort erschießen.

## Befreiung und juristische Aufarbeitung
Am 2. Mai rückten die US-Truppen in Altötting ein. Die juristische Aufarbeitung der Taten nach Kriegsende fand teils vor der von den Alliierten eingesetzten Spruchkammer, teils vor regulären deutschen Gerichten statt. Die Täter und Tatbeteiligten wurden – soweit angeklagt – entweder wegen Befehlsnotstand freigesprochen oder im Falle der Verurteilung nach wenigen Jahren amnestiert:
- Kreisleiter Fritz Schwaegerl starb vor Kriegsende durch Suizid.
- Oberst Karl Kaehne wurde in seinem Spruchkammerverfahren 1948 als „Hauptbelasteter“ zu fünf Jahren Arbeitslager verurteilt. Im Strafverfahren vor dem Landgericht Traunstein wegen der Bürgermorde vor Altötting wurde er wegen „erwiesener Unschuld“ am Tod des Landrats Kehrer freigesprochen. Daraufhin änderte die Spruchkammer auf Kaehnes Berufung hin im Dezember 1950 ihr Urteil und stufte ihn nunmehr als „Belasteten“ ein. Die fünfjährige Arbeitslagerstrafe brauchte er nicht anzutreten.
- Der Napola-Schüler (Pforta), Leutnant und spätere Jurist Merkel wurde im März 1953 des Totschlags an Max Storfinger angeklagt und zu 18 Monaten Zuchthaus verurteilt. Er wurde im Oktober 1954 vom Bundesgerichtshof auf der Grundlage des Straffreiheitsgesetzes freigesprochen.[1] Storfinger hatte sich für die Rettung Altöttings eingesetzt.
- SS-Untersturmführer Fritz Otto Albrecht hatte an den Erschießungen im Landratsamtsgarten teilgenommen und danach im Wacker-Werk in Burghausen drei weitere Personen exekutiert. Albrecht wurde 1956 wegen „Befehlsnotstand“ freigesprochen.
- SS-Sturmbannführer Werner Hersmann, Vorgesetzter von Albrecht, wurde 1950 wegen Totschlags zu acht Jahren Zuchthaus verurteilt. 1958 wurde Hersmann im Ulmer Einsatzgruppen-Prozess wegen der Beteiligung an Massenmorden in Russland zu 15 Jahren Zuchthaus als Gesamtstrafe verurteilt.
- SS-Hauptsturmführer Olaf Sigismund, ebenfalls Vorgesetzter von Albrecht, wurde 1950 wegen Totschlags zu fünf Jahren Zuchthaus verurteilt.
- Die Altöttinger NS-Funktionäre, die an der Erstellung der Liste der zu Exekutierenden beteiligt waren, wurden nicht strafrechtlich belangt. In Spruchkammerverfahren wurden sie als „belastet“ oder „minderbelastet“ eingestuft.
- Hans Trummler wurde wegen der Ermordung zweier amerikanischer Flieger angeklagt. Er wurde 1948 hingerichtet. Obwohl er nicht direkt an den Morden beteiligt war, hatte Trummler seinen Männern die Erlaubnis zum Schießen gegeben.

## Gedenken

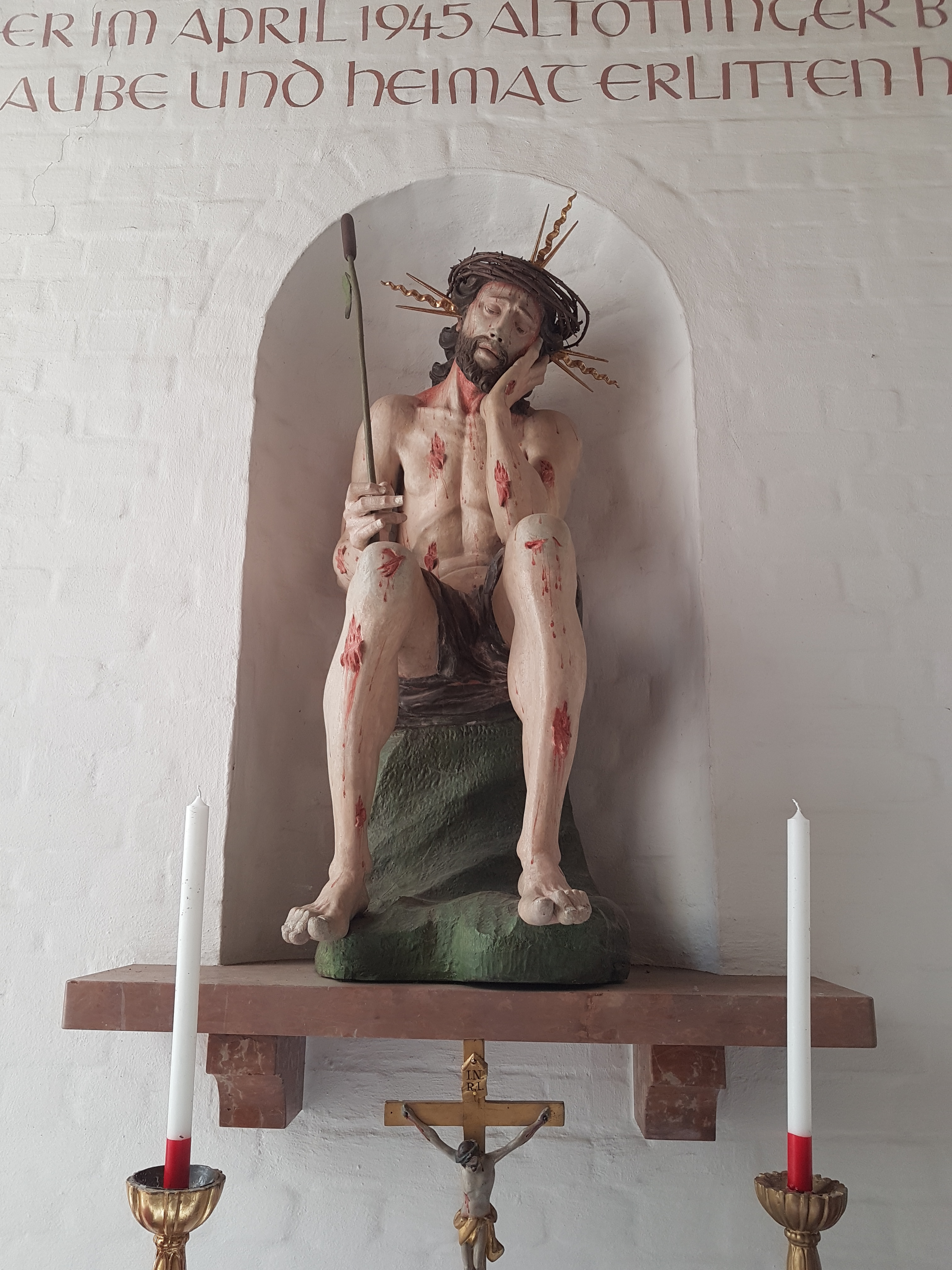
Altarwand der Rastkapelle im Kreuzgang der Stiftspfarrkirche

Nach dem Krieg wurde an der Stelle, an der die fünf Altöttinger ermordet worden waren, eine Gedenkstätte für alle sieben Opfer errichtet. Diese wurde 1959 zur Rastkapelle ausgebaut und in den  Kreuzgang der Stiftspfarrkirche einbezogen. Heute befindet sich zusätzlich vor dem romanischen Tor der Stiftspfarrkirche eine Dauerausstellung, welche die Abläufe und Hintergründe der Geschehnisse in Altötting am Ende der NS-Herrschaft erklärt.
Die katholische Kirche hat folgende Personen aus den damaligen Geschehnissen als Glaubenszeugen in das Deutsche Martyrologium des 20. Jahrhunderts aufgenommen: Adalbert Vogl, Josef Bruckmayer, Josef Kehrer, Ludwig Schön (Burghausen), Hans Riehl, Martin Seidel, Josef Stegmair (Burghausen), Adam Wehnert und Max Storfinger.
Zum achtzigsten Jahrestag der Bürgermorde von Altötting wurde am 28. April 2025 im Garten der Altöttinger Berufsfachschule für Musik (dem Hof des ehemaligen Landratsamtes) ein Mahnmal eingeweiht. Die vom Künstler Christian Pöllner aus Metall gefertigte zehnteilige Skulptur zeigt symbolisch fünf zweiteilige Silhouetten der Opfer.